# Ŷabir ibn Hayyan
Ŷabir ibn Hayyan (latinizado, Geber) c. 721-c. 806-816[cita requerida]) fue un científico persa que se dedicó a la alquimia, la astronomía, la arquitectura, la ciencia de los metales y la medicina. Fue farmacéutico, filósofo, astrólogo, médico y polímata. Desde el siglo X hasta la actualidad, se ha discutido tanto su identidad como la extensión exacta de su obra. Erróneamente se le atribuye el descubrimiento de diversas sustancias químicas, como el ácido clorhídrico, el ácido nítrico y el ácido sulfúrico, debido a la obra conocida como corpus de Pseudo-Geber. La seudoepigrafía era común en la Edad Media y el Pseudo-Geber europeo (italiano o español) adoptó el nombre de su ilustre predecesor árabe para alcanzar más estatus en su propia obra.

## Biografía
Ŷabir nació hacia el año 721 en una provincia, en Persia oriental,. Hijo de un farmacéutico de la tribu Azd (originaria de Yemen), que fue ejecutado por participar en una conspiración contra el califato Omeya, fue enviado a Arabia, donde estudió matemáticas y fue discípulo del imán chiita Ya`far as-Sadiq. Tras este período, vivió la casi totalidad de su vida en Kufa (Irak). A pesar de sus inclinaciones al misticismo (fue apodado al-Sufa) y a la superstición, reconocía claramente la importancia de la experimentación:

La primera cosa esencial en la alquimia es que se deben llevar a cabo trabajos aplicados y experimentos, ya que aquel que no los realiza jamás alcanzará los más altos grados del conocimiento.

Sus trabajos constituyeron avances significativos para la alquimia, tanto en el plano teórico como en el de la experimentación. Sus libros influyeron notablemente en los alquimistas europeos. Se le atribuye la paternidad de un gran número de instrumentos de laboratorio.

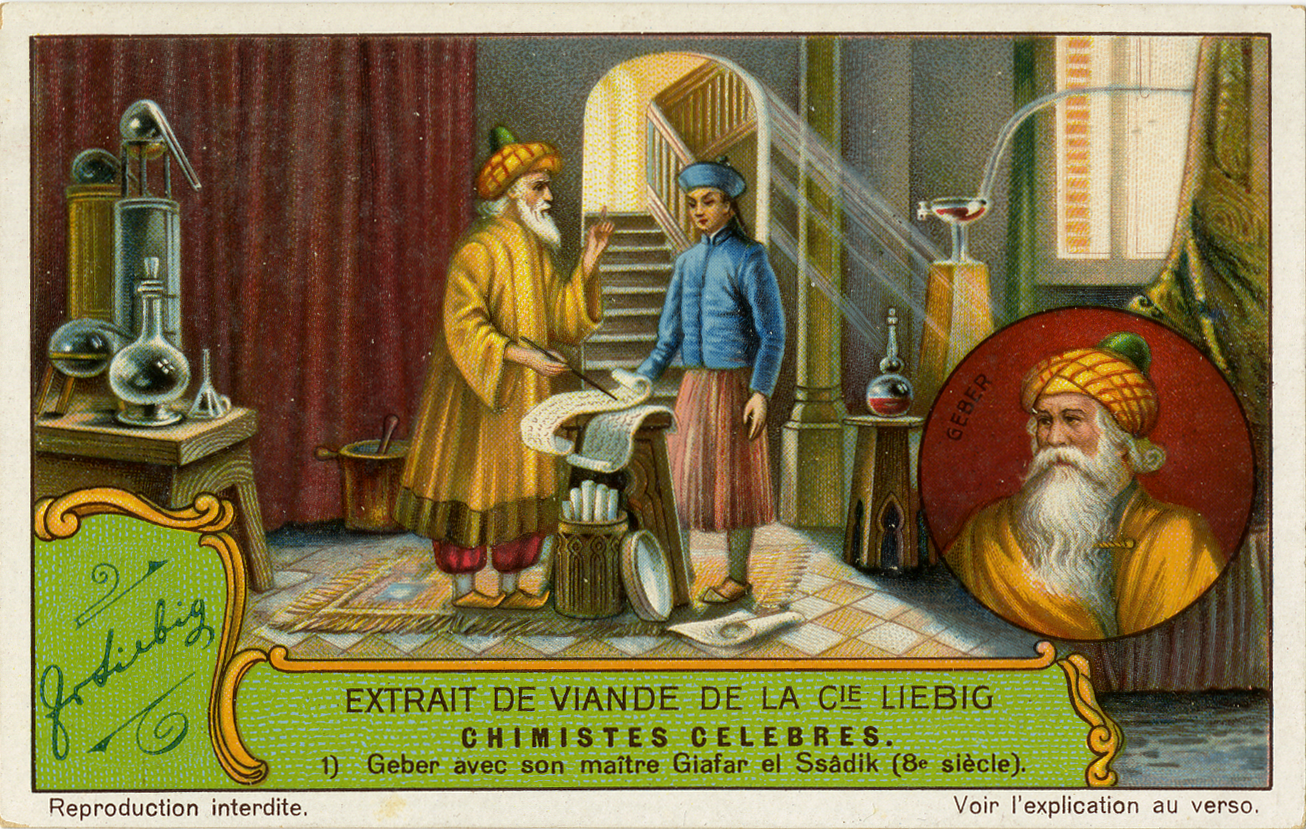
Impresión artística de Ŷabir y su maestro Ŷaʿfar al-Ṣādiq.

### Historicidad
No está claro si Yabir ibn Hayyan existió como persona histórica. Se supone que vivió en el siglo VIII y que fue discípulo del Imán chiita Ŷaʿfar al-Ṣādiq (fallecido en 765). Sin embargo, no se le menciona en ninguna fuente histórica antes de c. 900, y el primer autor conocido que escribió sobre Jabir desde un punto de vista biográfico fue el bibliógrafo de Bagdad Ibn al-Nadīm (c. 932-995). En su Fihrist ("El catálogo de libros", escrito en 987), Ibn al-Nadīm recopiló una lista de las obras de Jabir, añadiendo una breve nota sobre las diversas afirmaciones que entonces circulaban sobre Jabir. Ya en la época de Ibn al-Nadīm, había algunas personas que afirmaban explícitamente que Jabir nunca había existido, aunque el propio Ibn al-Nadīm no estaba de acuerdo con esta afirmación. Jabir fue a menudo ignorado por los biógrafos e historiadores islámicos medievales, pero es especialmente significativo el hecho de que los primeros biógrafos chiíes como Aḥmad al-Barqī (fallecido hacia 893), Abū ʿAmr al-Kashshī (primera mitad del siglo X), Aḥmad ibn ʿAlī al-Najāshī (983-1058), y Abū Jaʿfar al-Ṭūsī (995-1067), que escribió largos volúmenes sobre los compañeros de los imanes chiíes (incluidos los numerosos compañeros de Ŷaʿfar al-Ṣādiq), no mencionó a Yabir en absoluto.

### Datación del corpus de Jabir
Aparte de negar rotundamente su existencia, también hubo quien, ya en tiempos de Ibn al-Nadīm, puso en duda que los escritos atribuidos a Jabir fueran realmente redactados por él. La autenticidad de estos escritos fue expresamente negada por el filósofo bagdhadi Abū Sulaymān al-Sijistānī (c. 912-985) y su alumno Abū Ḥayyān al-Tawḥīdī (c. 932-1023), aunque esto puede estar relacionado con la hostilidad de estos dos pensadores hacia la alquimia en general. Los análisis académicos modernos han tendido a confirmar la inautenticidad de los escritos atribuidos a Jabir. Gran parte de la terminología filosófica utilizada en los tratados jabirianos no fue acuñada hasta mediados del siglo IX, y se sabe que algunos de los textos filosóficos griegos citados en los escritos jabirianos fueron traducidos al árabe hacia finales del siglo IX. Además, una parte importante del corpus trata de la primera filosofía religiosa chií que en otros lugares sólo está atestiguada en fuentes de finales del siglo IX y principios del siglo X. Como resultado, la datación del corpus jabirí en torno al año 850-950 ha sido ampliamente aceptada en la erudición moderna. Sin embargo, también se ha observado que muchos tratados jabirianos muestran claros signos de haber sido redactados varias veces, y los escritos tal y como los tenemos ahora bien podrían haberse basado en un núcleo anterior del siglo VIII. A pesar de la oscuridad que conlleva, no es imposible que algunos de estos escritos, en su forma más temprana, fueran escritos por un Jabir ibn Hayyan real. En cualquier caso, está claro que el nombre de Jabir fue utilizado como pseudónimo por uno o varios alquimistas chiíes anónimos que escribieron a finales del siglo IX y principios del siglo X, quienes también redactaron el corpus tal y como lo conocemos ahora.

### Pistas biográficas y leyenda
Jabir era generalmente conocido por el nombre de kunya Abū Mūsā ("Padre de Mūsā"), o a veces Abū ʿAbd Allāh ("Padre de ʿAbd Allāh"), y por los nisba (nombres atributivos) al-Ṣūfī, al-Azdī, al-Kūfī, o al-Ṭūsī. El nombre de su abuelo es mencionado por Ibn al-Nadim como ʿAbd Allāh. El nombre al-Azdī apunta a su afiliación con las Arabia del Sur (yemenita) tribu de los Azd. Sin embargo, no está claro si Jabir era un árabe perteneciente a la tribu de los Azd, o un cliente musulmán no árabe (mawlā) de los Azd. Según Ibn al-Nadīm, Jabir procedía de Khurasan (este de Irán), pero pasó la mayor parte de su vida en Kufa (Irak). Como los Azd estaban firmemente establecidos tanto en Kufa como en Khurasan, Jabir bien pudo ser un descendiente de los colonos árabes de Khurasan. Sin embargo, si era un cliente musulmán no árabe de los Azd, lo más probable es que fuera iraní, dados sus vínculos con el este de Irán (su nisba al-Ṭūsī también apunta a Tus, una ciudad de Jurasán). Varios informes tardíos sitúan su fecha de muerte entre el 806 (190 AH) y el 816 (200 AH).
Dada la falta de fuentes biográficas independientes, la mayor parte de la información biográfica sobre Yabir puede rastrearse en los propios escritos yabiríes. En todo el corpus yabiriano hay referencias al imán chií Ŷaʿfar al-Ṣādiq (fallecido en 765), al que Yabir suele llamar "mi maestro" (en árabe: sayyidī), y al que representa como la fuente original de todo su conocimiento. En una obra, Jabir también es representado como un asociado de la familia de Bactrian visir de los Barmakids, mientras que Ibn al-Nadīm informa que algunos afirmaban que Jabir era especialmente devoto de Jaʿfar ibn Yaḥyā al-Barmakī. (767-803), el visir abasí de Las mil y una noches famoso. Los vínculos de Jabir con los abasíes fueron acentuados aún más por la tradición posterior, que lo convirtió en un favorito del califa abasí Hārūn Ar-Rashīd (c. 763-809, también de fama de Las mil y una noches), para quien Jabir habría compuesto un tratado de alquimia, y que habría ordenado la traducción de obras griegas al árabe por instigación de Jabir.
Dados los supuestos vínculos de Yabir tanto con el imán chií Ŷaʿfar al-Ṣādiq como con la familia Barmakid (que sirvió a los abasíes como visires), o con los propios califas abasíes, a veces se ha pensado que es plausible que Ḥayyān al-ʿAṭṭār ("Hayyan el Farmacéutico"), un activista protochiíta que luchaba por la causa abasí a principios del siglo VIII, puede haber sido el padre de Jabir (el nombre de Jabir "Ibn Hayyan" significa literalmente "El hijo de Hayyan"). Aunque no hay pruebas directas que apoyen esta hipótesis, encaja muy bien en el contexto histórico, y nos permite pensar en Jabir, aunque sea oscuro, como una figura histórica. Sin embargo, recientemente se ha demostrado que Ḥayyān al-ʿAṭṭār era un cliente (mawlā) de la tribu Nakhaʿ, lo que hace muy improbable que fuera el padre de Yabir.

## Antecedentes históricos

### Alquimia greco-egipcia, bizantina y persa

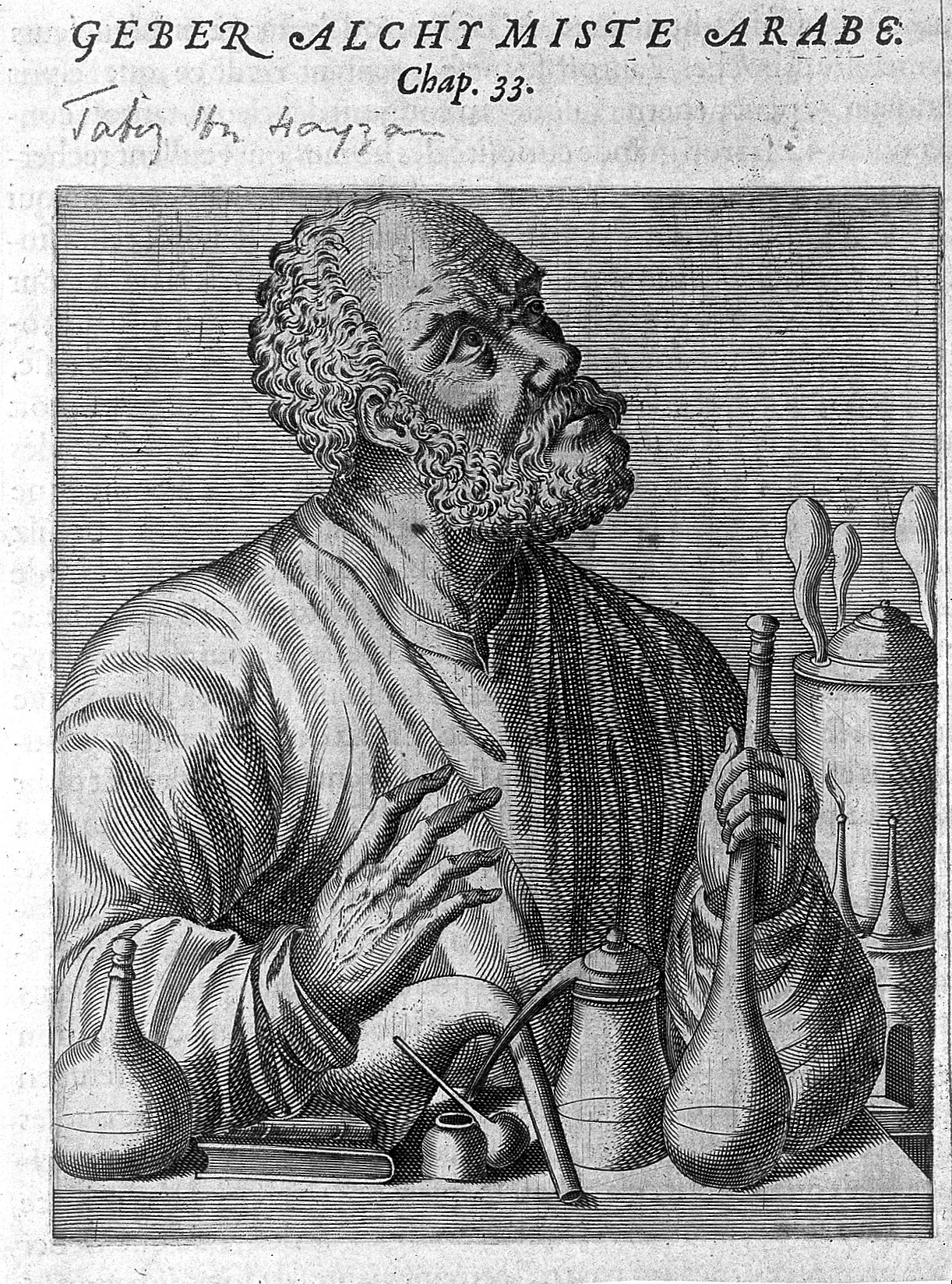
Impresión artística de Jabir

Los escritos de Jabir contienen una serie de referencias a alquimistas greco-egipcios como pseudo-Demócrito (fl. c. 60), María la Judía (fl. c. 0-300), Agathdaemon (fl. c. 300), y Zósimo de Panópolis (fl. c. 300), así como a figuras legendarias como Hermes Trismegisto y Ostanes, y a figuras bíblicas como Moisés y Jesús (a quien también se le atribuyeron varios escritos alquímicos). Sin embargo, estas referencias pueden haber sido pensadas como una apelación a la autoridad antigua más que como un reconocimiento de cualquier préstamo intelectual, y, en cualquier caso, la alquimia jabiriana era muy diferente de lo que se encuentra en los tratados alquímicos griegos existentes: era mucho más sistemática y coherente, hacía mucho menos uso de la alegoría y los símbolos, y un lugar mucho más importante lo ocupaban las especulaciones filosóficas y su aplicación a los experimentos de laboratorio. Además, mientras que los textos alquímicos griegos se habían centrado casi exclusivamente en el uso de sustancias minerales (es decir, en la 'química inorgánica'), la alquimia jabiriana fue pionera en el uso de sustancias vegetales y animales, por lo que representó un cambio innovador hacia la 'química orgánica'.
No obstante, existen algunas similitudes teóricas importantes entre la alquimia jabiriana y la alquimia contemporánea del Bizantino, y aunque los autores jabirianos no parecen haber conocido obras bizantinas que se conservan en la actualidad como las obras alquímicas atribuidas a los filósofos del neoplatónico Olimpiodoro (c. 495-570) y Estéfano de Alejandría (fl. c. 580-640), parece que, al menos en parte, se inspiraban en una tradición paralela de alquimia teórica y filosófica. En cualquier caso, los escritos realmente utilizados por los autores jabirianos parecen haber consistido principalmente en obras alquímicas falsamente atribuidas a filósofos antiguos como Sócrates, Platón y Apolonio de Tiana, Sólo algunos de ellos se conservan en la actualidad, y cuyo contenido filosófico aún está por determinar.
Una de las innovaciones de la alquimia jabiriana fue la adición de sal amoniaca (cloruro de amonio) a la categoría de sustancias químicas conocidas como "espíritus" (es decir, sustancias fuertemente volátiles). Esto incluía tanto el sal amoníaco natural como el cloruro de amonio sintético producido a partir de sustancias orgánicas, por lo que la adición del sal amoníaco a la lista de "alcoholes" es probablemente un producto del nuevo enfoque en la química orgánica. Dado que la palabra para sal amoniaco utilizada en el corpus jabiriano (nūshādhir) es de origen iraní, se ha sugerido que los precursores directos de la alquimia jabiriana pueden haber estado activos en las escuelas de helenizante y siríaca del Imperio sasánida.

## Teoría
A pesar de conocer la existencia de los elementos químicos, Ŷabir ibn Hayyan prefería clasificarlos como "sustancias". Esto se debe a que a la vez apoyaba la teoría de los cuatro elementos (agua, fuego, tierra y aire).
Ŷabir adopta inicialmente la existencia de cuatro naturalezas  el calor, la humedad, la frialdad y la sequedad. Dichas naturalezas se unen con la sustancia y de esta unión nacen los compuestos de 1.º Grado, es decir lo caliente, lo húmedo, lo frío, y lo seco. A su vez, estos compuestos van a producir los elementos, según el siguiente esquema:
- Caliente + Seco + Sustancia = fuego
- Caliente + Húmedo + Sustancia = aire
- Frío + Húmedo + Sustancia = agua
- Frío + Seco + Sustancia = tierra

Sin embargo, complica más su teoría, ya que introduce una distinción entre las naturalezas internas y las naturalezas externas del metal. Ejemplo: el plomo es caliente y húmedo en su interior, pero frío y seco en su exterior.

## Eponimia
- El cráter lunar Geber (forma latinizada de Ŷabir ibn Hayyan) lleva este nombre en su memoria.